# 貝達格爾峰
42°40′5″N 1°23′48″E / 42.66806°N 1.39667°E
貝達格爾峰（西班牙語：Pico Verdaguer），是歐洲的山峰，位於法國西南部阿列日省和西班牙東北部加泰羅尼亞之間，屬於比利牛斯山的一部分，海拔高度3,129米，山體由花崗岩組成。